# Cúp Liên đoàn các châu lục 2009
Cúp Liên đoàn các châu lục 2009 (tiếng Anh: 2009 FIFA Confederations Cup) là lần tổ chức thứ 8 của Cúp Liên đoàn các châu lục, diễn ra tại Nam Phi từ ngày 14 đến ngày 28 tháng 6 năm 2009 để chuẩn bị cho Giải vô địch bóng đá thế giới 2010. Lễ bốc thăm chia bảng diễn ra ngày 22 tháng 11 năm 2008 tại Trung tâm hội nghị Sandton, Johannesburg. Trận mở màn diễn ra tại Sân vận động Ellis Park, Johannesburg. Đương kim vô địch là đội Brasil ở Cúp Liên đoàn các châu lục 2005.
Brasil đã bảo vệ thành công chức vô địch của mình sau khi đánh bại Hoa Kỳ 3–2 ở trận chung kết.

## Các đội tham dự
| Đội         | Liên đoàn | Tư cách tham gia                                     | Số lần tham gia |
| ----------- | --------- | ---------------------------------------------------- | --------------- |
| Nam Phi     | CAF       | Chủ nhà Giải vô địch bóng đá thế giới 2010           | 2               |
| Ý           | UEFA      | Đương kim vô địch Giải vô địch bóng đá thế giới 2006 | 1               |
| Hoa Kỳ      | CONCACAF  | Đương kim vô địch Cúp Vàng CONCACAF 2007             | 4               |
| Brasil      | CONMEBOL  | Đương kim vô địch Cúp bóng đá Nam Mỹ 2007            | 6               |
| Iraq        | AFC       | Đương kim vô địch Cúp bóng đá châu Á 2007            | 1               |
| Ai Cập      | CAF       | Đương kim vô địch Cúp bóng đá châu Phi 2008          | 2               |
| Tây Ban Nha | UEFA      | Đương kim vô địch Giải vô địch bóng đá châu Âu 2008  | 1               |
| New Zealand | OFC       | Đương kim vô địch Cúp bóng đá châu Đại Dương 2008    | 3               |

Lễ bốc thăm chia bảng diễn ra ngày 22 tháng 11 năm 2008 tại Trung tâm hội nghị Sandton, Johannesburg. Đại diện cho mỗi đội tham dự là thí sinh của nước đó dự thi Hoa hậu Thế giới 2008, ngoại trừ Iraq với☃đ Đại diện là Hoa hậu Thế giới 2007 người Trung Quốc, Trương Tử Lâm. Tám đội tham dự chia thành hai nhóm:
- Nhóm A: Nam Phi (mặc định là đội A1), Brasil, Ý, Tây Ban Nha
- Nhóm B: Ai Cập, Iraq, New Zealand, Hoa Kỳ

Theo điều lệ của FIFA, các đội tuyển thuộc cùng một liên đoàn phải xếp ở hai bảng khác nhau, do đó Ai Cập mặc nhiên được chia vào bảng B còn Ý và Tây Ban Nha thuộc hai bảng khác nhau.

## Địa điểm thi đấu
Giải đấu diễn ra tại 4 thành phố:
| Sân vận động Ellis Park | Sân vận động Loftus Versfeld |
| Sức chứa: 62.567        | Sức chứa: 50.000             |
|                         |                              |
| Bloemfontein            | Rustenburg                   |
| Sân vận động Free State | Sân vận động Royal Bafokeng  |
| Sức chứa: 48.000        | Sức chứa: 42.000             |
|                         |                              |

Ban đầu Sân vận động Nelson Mandela Bay tại Port Elizabeth được chọn là một trong các địa điểm thi đấu. Tuy nhiên đến ngày 8 tháng 7 năm 2008, Port Elizabeth rút lui vì việc xây dựng sân vận động không kịp tiến độ hoàn thành với hạn cuối vào ngày 30 tháng 3 năm 2009.

## Trọng tài
Danh sách trọng tài tham dự tại Cúp Liên đoàn các châu lục lần này được công bố ngày 5 tháng 5 năm 2009. Do chấn thương nên hai trọng tài Carlos Batres, Carlos Amarilla không thể tham gia cầm còi tại giải và hai trọng tài Benito Archundia, Pablo Pozo thuộc cùng liên đoàn với hai trọng tài trên được chọn để thay thế.
| CAF - Coffi Codjia (Bénin) - Eddy Maillet (Seychelles) UEFA - Howard Webb (Anh) - Martin Hansson (Thụy Điển) - Massimo Busacca (Thụy Sĩ) AFC - Matthew Breeze (Úc) | CONCACAF - Benito Archundia (México) CONMEBOL - Pablo Pozo (Chile) - Jorge Larrionda (Uruguay) OFC - Michael Hester (New Zealand) |

## Vòng bảng
Tất cả các trận đấu diễn ra theo giờ Nam Phi (UTC+2)

### Bảng A
| VT | Đội         | ST | T | H | B | BT | BB | HS | Đ | Giành quyền tham dự |
| -- | ----------- | -- | - | - | - | -- | -- | -- | - | ------------------- |
| 1  | Tây Ban Nha | 3  | 3 | 0 | 0 | 8  | 0  | +8 | 9 | Bán kết             |
| 2  | Nam Phi (H) | 3  | 1 | 1 | 1 | 2  | 2  | 0  | 4 | Bán kết             |
| 3  | Iraq        | 3  | 0 | 2 | 1 | 0  | 1  | −1 | 2 |                     |
| 4  | New Zealand | 3  | 0 | 1 | 2 | 0  | 7  | −7 | 1 |                     |

| 14 tháng 6 năm 2009 |     |             |
| Nam Phi             | 0–0 | Iraq        |
| New Zealand         | 0–5 | Tây Ban Nha |
| 17 tháng 6 năm 2009 |     |             |
| Tây Ban Nha         | 1–0 | Iraq        |
| Nam Phi             | 2–0 | New Zealand |
| 20 tháng 6 năm 2009 |     |             |
| Iraq                | 0–0 | New Zealand |
| Tây Ban Nha         | 2–0 | Nam Phi     |

### Bảng B
| VT | Đội    | ST | T | H | B | BT | BB | HS | Đ | Giành quyền tham dự |
| -- | ------ | -- | - | - | - | -- | -- | -- | - | ------------------- |
| 1  | Brasil | 3  | 3 | 0 | 0 | 10 | 3  | +7 | 9 | Bán kết             |
| 2  | Hoa Kỳ | 3  | 1 | 0 | 2 | 4  | 6  | −2 | 3 | Bán kết             |
| 3  | Ý      | 3  | 1 | 0 | 2 | 3  | 5  | −2 | 3 |                     |
| 4  | Ai Cập | 3  | 1 | 0 | 2 | 4  | 7  | −3 | 3 |                     |

| 15 tháng 6 năm 2009 |     |        |
| Brasil              | 4–3 | Ai Cập |
| Hoa Kỳ              | 1–3 | Ý      |
| 18 tháng 6 năm 2009 |     |        |
| Hoa Kỳ              | 0–3 | Brasil |
| Ai Cập              | 1–0 | Ý      |
| 21 tháng 6 năm 2009 |     |        |
| Ý                   | 0–3 | Brasil |
| Ai Cập              | 0–3 | Hoa Kỳ |

## Vòng đấu loại trực tiếp
|  | Bán kết                   | Bán kết |                           |   | Chung kết | Chung kết |
|  |                           |         |                           |   |           |           |
|  | 24 tháng 6 – Bloemfontein |         |                           |   |           |           |
|  |                           |         |                           |   |           |           |
|  | Tây Ban Nha               | 0       |                           |   |           |           |
|  | Tây Ban Nha               | 0       | 28 tháng 6 – Johannesburg |   |           |           |
|  | Hoa Kỳ                    | 2       |                           |   |           |           |
|  | Hoa Kỳ                    | 2       | Hoa Kỳ                    | 2 |           |           |
|  | 25 tháng 6 – Johannesburg |         | Hoa Kỳ                    | 2 |           |           |
|  |                           | Brasil  | 3                         |   |           |           |
|  | Brasil                    | Brasil  | 3                         | 1 |           |           |
|  | Brasil                    |         |                           | 1 |           |           |
|  | Nam Phi                   | 0       |                           |   |           |           |
|  | Nam Phi                   | 0       | Tranh hạng ba             |   |           |           |
|  |                           |         |                           |   |           |           |
|  | 28 tháng 6 – Rustenburg   |         |                           |   |           |           |
|  |                           |         |                           |   |           |           |
|  | Tây Ban Nha (s.h.p.)      | 3       |                           |   |           |           |
|  | Tây Ban Nha (s.h.p.)      | 3       |                           |   |           |           |
|  | Nam Phi                   | 2       |                           |   |           |           |

### Bán kết
| Tây Ban Nha | 0–2      | Hoa Kỳ                     |
| ----------- | -------- | -------------------------- |
|             | Chi tiết | Altidore 27' · Dempsey 74' |

| Brasil         | 1–0      | Nam Phi |
| -------------- | -------- | ------- |
| Dani Alves 88' | Chi tiết |         |

### Tranh hạng ba
| Tây Ban Nha                  | 3–2 (s.h.p.) | Nam Phi           |
| ---------------------------- | ------------ | ----------------- |
| Güiza 88', 89' · Alonso 107' | Chi tiết     | Mphela 73', 90+3' |

### Chung kết
| Hoa Kỳ                    | 2–3      | Brasil                            |
| ------------------------- | -------- | --------------------------------- |
| Dempsey 10' · Donovan 27' | Chi tiết | Luís Fabiano 46', 74' · Lúcio 84' |

| Vô địch Cúp Liên đoàn các châu lục 2009 Brasil Lần thứ ba |

## Giải thưởng
| Chiếc giày vàng | Chiếc giày bạc  | Chiếc giày đồng |
| --------------- | --------------- | --------------- |
| Luís Fabiano    | Fernando Torres | David Villa     |

| Quả bóng vàng | Quả bóng bạc | Quả bóng đồng |
| ------------- | ------------ | ------------- |
| Kaká          | Luís Fabiano | Clint Dempsey |

| Găng tay vàng |
| ------------- |
| Tim Howard    |

| Đội đoạt giải phong cách |
| ------------------------ |
| Nam Phi                  |

## Danh sách cầu thủ ghi bàn
5 bàn
- Luís Fabiano

3 bàn
- Fernando Torres
- David Villa
- Clint Dempsey

2 bàn
| - Kaká - Mohamed Zidan - Katlego Mphela | - Bernard Parker - Giuseppe Rossi | - Daniel Güiza - Landon Donovan |

1 bàn
| - Dani Alves - Felipe Melo - Juan - Lúcio - Maicon | - Robinho - Homos - Mohamed Shawky - Daniele De Rossi - Xabi Alonso | - Cesc Fàbregas - Fernando Llorente - Jozy Altidore - Michael Bradley - Charlie Davies |

phản lưới nhà
- Andrea Dossena (trận gặp Brasil)